# Scoop!
Scoop! è un film del 2016, diretto da Hitoshi Ōne.